# Lophiotrema neoarundinaria
Lophiotrema neoarundinaria är en svampart som först beskrevs av Ellis & Everh., och fick sitt nu gällande namn av Yin. Zhang, Kaz. Tanaka & K.D. Hyde 2009. Lophiotrema neoarundinaria ingår i släktet Lophiotrema och familjen Lophiostomataceae.   Inga underarter finns listade i Catalogue of Life.